# Givenchy-le-Noble
Givenchy-le-Noble is een gemeente in het Franse departement Pas-de-Calais (regio Hauts-de-France) en telt 146 inwoners (1999). De plaats maakt deel uit van het arrondissement Arras.

## Geografie
De oppervlakte van Givenchy-le-Noble bedraagt 2,5 km², de bevolkingsdichtheid is 58,4 inwoners per km².
De onderstaande kaart toont de ligging van Givenchy-le-Noble met de belangrijkste infrastructuur en aangrenzende gemeenten.

## Demografie
Onderstaande figuur toont het verloop van het inwonertal (bron: INSEE-tellingen).